# Résolution 234 du Conseil de sécurité des Nations unies
Membres permanents
- Chine (Taïwan)
- États-Unis
- France
- Royaume-Uni
- URSS

Membres non permanents
- Argentine
- Brésil
- Bulgarie
- Canada
- Danemark
- Éthiopie
- Inde
- Japon
- Mali
- Nigéria

Résolution no 233 Résolution no 235
La Résolution 234  est une résolution du Conseil de sécurité des Nations unies adoptée le 7 juin 1967, dans sa 1350e séance, après son appel échoué aux gouvernements concernés (Israël, Égypte, Syrie et Jordanie) de cesser immédiatement toutes les activités militaires dans le Proche-Orient. Le Conseil, soucieux de la possibilité d'un conflit plus large, a exigé que les gouvernements concernés d'interrompre toutes les activités militaires avant 20h00 GMT le 7 juin, 1967. Le Conseil a également demandé que le Secrétaire général garde promptement et informe de la situation .
La réunion a été convoquée par l'Union soviétique et la résolution adoptée à l'unanimité. La Jordanie et Israël ont accepté la résolution, pourvu que les autres parties l'acceptent aussi. Le jour suivant, la République arabe unie a également accepté la solution de cessez-sous condition de réciprocité. 

## Vote
La résolution a été approuvée à l'unanimité.

## Texte
- Résolution 234 Sur fr.wikisource.org
- Résolution 234 Sur en.wikisource.org